# Mino Doro
Mino Doro, nome d'arte del conte Erminio Napoleone Giovanni Doro di Costa di Vernassino (Venezia, 6 maggio 1903 – Marino, 13 aprile 1992), è stato un attore italiano.

## Biografia
Di origini nobiliari, frequentò l'istituto tecnico della sua città e si cimentò giovanissimo in svariati sport, fra i quali l'automobilismo, l'equitazione, il pattinaggio e la scherma. Affascinato dal mondo dello spettacolo, esordì poco più che ventenne in teatro avendo il privilegio di lavorare fin dall'inizio con primarie compagnie degli anni venti, come quella di Luigi Pirandello ed Emma Gramatica.
Ebbe la sua prima grande occasione nel cinema quando nel 1933 Mario Camerini lo volle come antagonista di Nino Besozzi in T'amerò sempre dove Mino Doro, questo il nome d'arte che si scelse, registrò un suo primo successo personale di pubblico, quel successo che non aveva avuto precedentemente partecipando ad altri film sin dall'epoca del cinema muto, dove aveva esordito già nel 1926 in Beatrice Cenci di Baldassarre Negroni.
Accattivante, virile e corpulento, Doro aveva una certa rassomiglianza con Clark Gable e, pur continuando a rivestire molto spesso il ruolo di "villain", conquistò il pubblico femminile. Girò una serie notevole di film sia da protagonista, come Vecchia guardia (1934) di Alessandro Blasetti, sia con ruoli di coprotagonista, come Inviati speciali (1943) di Romolo Marcellini. Durante il decennio che va dal suo primo film di successo fino alla caduta del fascismo del 25 luglio del 1943, Doro ebbe una fama notevole pur non arrivando mai ad essere un nome di primo piano.
Nel dopoguerra, superati i quarant'anni d'età ed essendo ingrassato notevolmente - oltre ad essere afflitto da una calvizie incipiente - ripiegò via via in ruoli di carattere e di fianco. Ciò però non gli impedì di proseguire in decine di film - in totale il suo nome apparve in oltre cento titoli - la sua lunga carriera che si protrasse sino alle soglie degli anni settanta, dopo aver lavorato con maestri, come Steno in Mio figlio Nerone (1956), Dino Risi in Una vita difficile (1961), Federico Fellini in La dolce vita (1960) e 8½ (1963), Luigi Comencini in Tutti a casa (1960) e Il commissario (1962).

Doro lavorò saltuariamente pure per la televisione (Biblioteca di Studio Uno); forse pagò la sua fedeltà al regime fascista, durante il quale concesse alcune interviste di sostegno a Mussolini; inoltre egli fu uno degli artisti che, dopo l'8 settembre 1943, aderirono alla Repubblica di Salò e che si recarono nella neonata industria cinematografica sorta a Venezia, il cosiddetto Cinevillaggio, per volere della RSI.

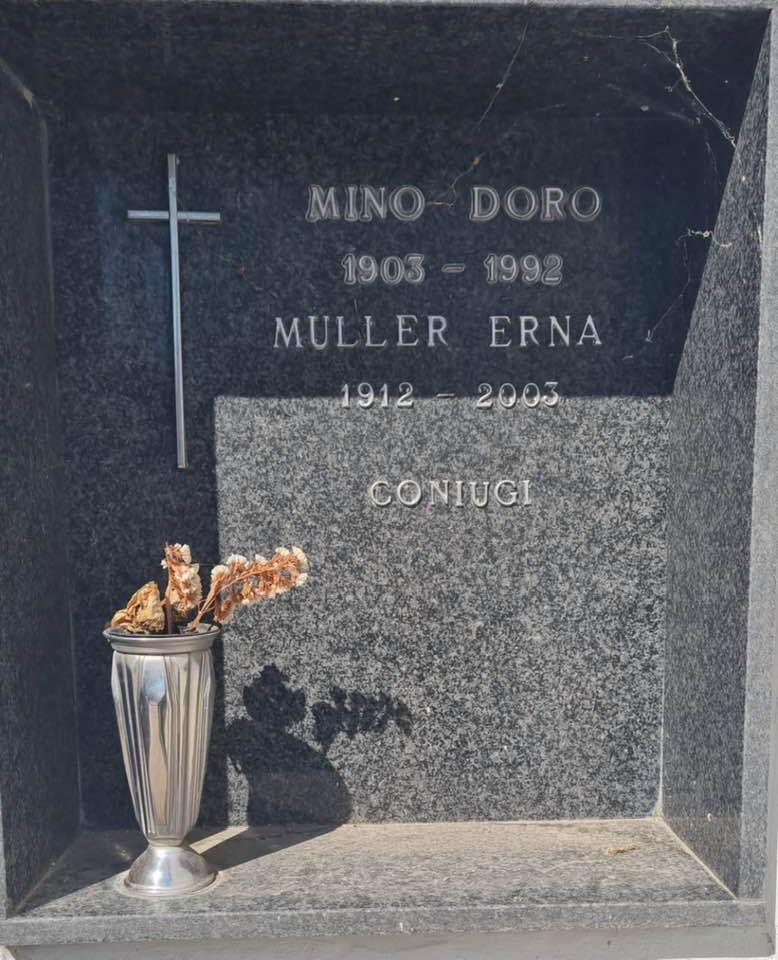
Tomba di Mino Doro al cimitero monumentale di Marino

Nel 1972 Doro si sposò a Roma con Erna Muller (1912-2003) e partì per Montevideo, in Uruguay, da dove non si ebbero più sue notizie di rilievo. È sepolto assieme alla moglie nel cimitero monumentale di Marino.

## Filmografia

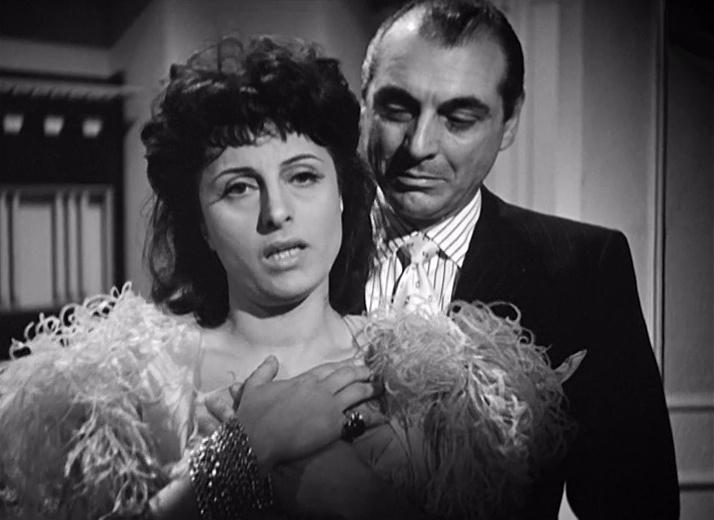
Mino Doro con Anna Magnani ne Il bandito (1946)

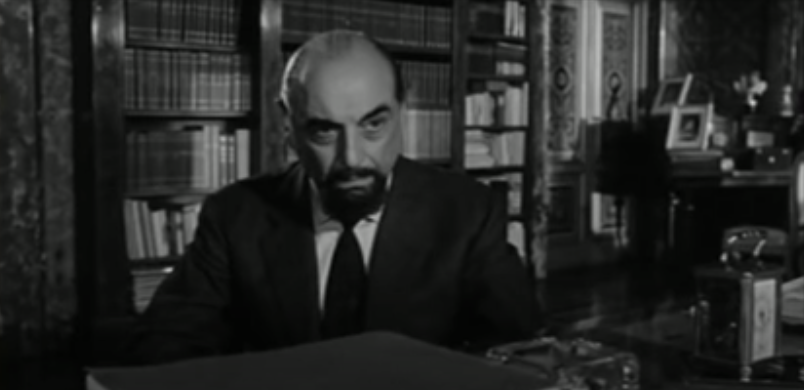
Mino Doro ne Il commissario (1962)

### Cinema
- Beatrice Cenci, regia di Baldassarre Negroni (1926)
- L'ultima avventura, regia di Mario Camerini (1932)
- T'amerò sempre, regia di Mario Camerini (1933)
- Fanny, regia di Mario Almirante (1933)
- Il trattato scomparso, regia di Mario Bonnard (1933)
- Cento di questi giorni, regia di Augusto Camerini e Mario Camerini (1933)
- Tenebre, regia di Guido Brignone (1934)
- Quella vecchia canaglia, regia di Carlo Ludovico Bragaglia (1934)
- La fanciulla dell'altro mondo, regia di Gennaro Righelli (1934)
- Vecchia guardia, regia di Alessandro Blasetti (1934)
- La signora Paradiso, regia di Enrico Guazzoni (1934)
- Musica in piazza, regia di Mario Mattoli (1936)
- L'anonima Roylott, regia di Raffaello Matarazzo (1936)
- I due sergenti, regia di Enrico Guazzoni (1936)
- Il dottor Antonio, regia di Enrico Guazzoni (1937)
- Marcella, regia di Guido Brignone (1937)
- Allegri masnadieri, regia di Marco Elter (1937)
- Pietro Micca, regia di Aldo Vergano (1938)
- Tutta la vita in una notte, regia di Corrado D'Errico (1939)
- Piccolo hotel, regia di Piero Ballerini (1939)
- Uragano ai tropici, regia di Gino Talamo e Pier Luigi Faraldo (1939)
- Ho visto brillare le stelle, regia di Enrico Guazzoni (1939)
- Cuori nella tormenta, regia di Carlo Campogalliani (1940)
- Il segreto di Villa Paradiso, regia di Domenico Gambino (1940)
- Don Buonaparte, regia di Flavio Calzavara (1941)
- Redenzione, regia di Marcello Albani (1943)
- Non mi muovo!, regia di Eduardo De Filippo (1943)
- Nessuno torna indietro, regia di Alessandro Blasetti (1943)
- Harlem, regia di Carmine Gallone (1943)
- Il ponte sull'infinito, regia di Alberto Doria (1943)
- Inviati speciali, regia di Romolo Marcellini (1943)
- Si chiude all'alba, regia di Nino Giannini (1945)
- Il bandito, regia di Alberto Lattuada (1946)
- L'eco della gloria, regia di Théophile Pathé (1947)
- Margherita da Cortona, regia di Mario Bonnard (1950)
- Miss Italia, regia di Duilio Coletti (1950)
- La vendetta di una pazza, regia di Pino Mercanti (1951)
- Gli innocenti pagano, regia di Luigi Capuano (1952)
- L'ingiusta condanna, regia di Giuseppe Masini (1952)
- Il prezzo dell'onore, regia di Ferdinando Baldi (1953)
- Tormento di anime, regia di Cesare Barlacchi (1953)
- Dramma nella Kasbah, regia di Edoardo Anton e Ray Enright (1953)
- La mia vita è tua, regia di Giuseppe Masini (1954)
- Una parigina a Roma, regia di Erich Kobler (1954)
- Il seduttore, regia di Franco Rossi (1954)
- Tripoli, bel suol d'amore, regia di Ferruccio Cerio (1954)
- Un eroe dei nostri tempi, regia di Mario Monicelli (1955)
- Mio figlio Nerone, regia di Steno (1956)
- Mi permette, babbo!, regia di Mario Bonnard (1956)
- Guardia, guardia scelta, brigadiere e maresciallo, regia di Mauro Bolognini (1956)
- Difendo il mio amore, regia di Giulio Macchi (1956)
- Il conte Max, regia di Giorgio Bianchi (1957)
- Ladro lui, ladra lei, regia di Luigi Zampa (1958)
- Afrodite, dea dell'amore, regia di Mario Bonnard (1958)
- Gli ultimi giorni di Pompei, regia di Mario Bonnard e Sergio Leone (1959)
- Ben-Hur, regia di William Wyler (1959)
- Gastone, regia di Mario Bonnard (1959)
- Tutti a casa, regia di Luigi Comencini (1960)
- La dolce vita, regia di Federico Fellini (1960)
- Messalina Venere imperatrice, regia di Vittorio Cottafavi (1960)
- Le legioni di Cleopatra, regia di Vittorio Cottafavi (1960)
- Ercole al centro della Terra, regia di Mario Bava (1961)
- Orazi e Curiazi, regia di Ferdinando Baldi e Terence Young (1961)
- Una vita difficile, regia di Dino Risi (1961)
- Il commissario, regia di Luigi Comencini (1962)
- Due settimane in un'altra città (Two Weeks in Another Town), regia di Vincente Minnelli (1962)
- I Don Giovanni della Costa Azzurra, regia di Vittorio Sala (1962)
- Il successo, regia di Mauro Morassi (1963)
- 8½, regia di Federico Fellini (1963)
- Il segno di Zorro, regia di Mario Caiano (1963)
- Panic Button... Operazione fisco! (Panic Button), regia di George Sherman e Giuliano Carnimeo (1964)
- La mia signora, regia di Luigi Comencini, Tinto Brass e Mauro Bolognini (1964)
- Sandokan contro il leopardo di Sarawak, regia di Luigi Capuano (1964)
- Sandokan alla riscossa, regia di Luigi Capuano (1964)
- Il treno del sabato, regia di Vittorio Sala (1964)
- I due pericoli pubblici, regia di Lucio Fulci (1964)
- Superseven chiama Cairo, regia di Umberto Lenzi (1965)
- Golia alla conquista di Bagdad, regia di Domenico Paolella (1965)
- L'avventuriero della Tortuga, regia di Luigi Capuano (1965)
- Sciarada per quattro spie (Avec la peau des autres), regia di Jacques Deray (1966)
- Il più grande colpo del secolo (Le Soleil des voyous), regia di Jean Delannoy (1967)
- Colpo doppio del camaleonte d'oro, regia di Giorgio Stegani (1967)
- L'avventuriero, regia di Terence Young (1967)
- 3 Supermen a Tokio, regia di Bitto Albertini (1968)
- Angelica e il gran sultano (Angélique et le sultan), regia di Bernard Borderie (1968)

## Doppiatori italiani
- Emilio Cigoli in Miss Italia, Gli innocenti pagano, Il prezzo dell'onore, Una parigina a Roma, Mi permette, babbo!, Superseven chiama Cairo
- Giorgio Capecchi in Sandokan contro il leopardo di Sarawak, Sandokan alla riscossa, Golia alla conquista di Bagdad, L'avventuriero della Tortuga
- Giulio Panicali in Cuori nella tormenta, Inviati speciali, Tripoli, bel suol d'amore
- Arturo Dominici in Ben-Hur, Le legioni di Cleopatra, Una vita difficile
- Gualtiero De Angelis in Messalina Venere imperatrice, Ercole al centro della Terra, I Don Giovanni della Costa Azzurra
- Mario Pisu in Orazi e Curiazi, Due settimane in un'altra città
- Francesco Sormano in Un eroe dei nostri tempi
- Cesare Fantoni in Mio figlio Nerone
- Renato Turi in Guardia, guardia scelta, brigadiere e maresciallo
- Augusto Marcacci in Il conte Max
- Alberto Lupo in Afrodite, dea dell'amore
- Gino Baghetti in Gli ultimi giorni di Pompei
- Bruno Persa in Colpo doppio del camaleonte d'oro
- Carlo D'Angelo in L'avventuriero